# Жищево (Білоґардський повіт)
Жищево (пол. Rzyszczewo) — село в Польщі, у гміні Білоґард Білоґардського повіту Західнопоморського воєводства.
Населення — 145 осіб (2011).
У 1975-1998 роках село належало до Кошалінського воєводства.

## Демографія
Демографічна структура станом на 31 березня 2011 року:
|          | Загалом | Допрацездатний вік | Працездатний вік | Постпрацездатний вік |
| -------- | ------- | ------------------ | ---------------- | -------------------- |
| Чоловіки | 76      | 12                 | 57               | 7                    |
| Жінки    | 69      | 15                 | 44               | 10                   |
| Разом    | 145     | 27                 | 101              | 17                   |